# Kelaginahosahalli, Arsikere
Kelaginahosahalli là một làng thuộc tehsil Arsikere, huyện Hassan, bang Karnataka, Ấn Độ.